# Geografia del Cile

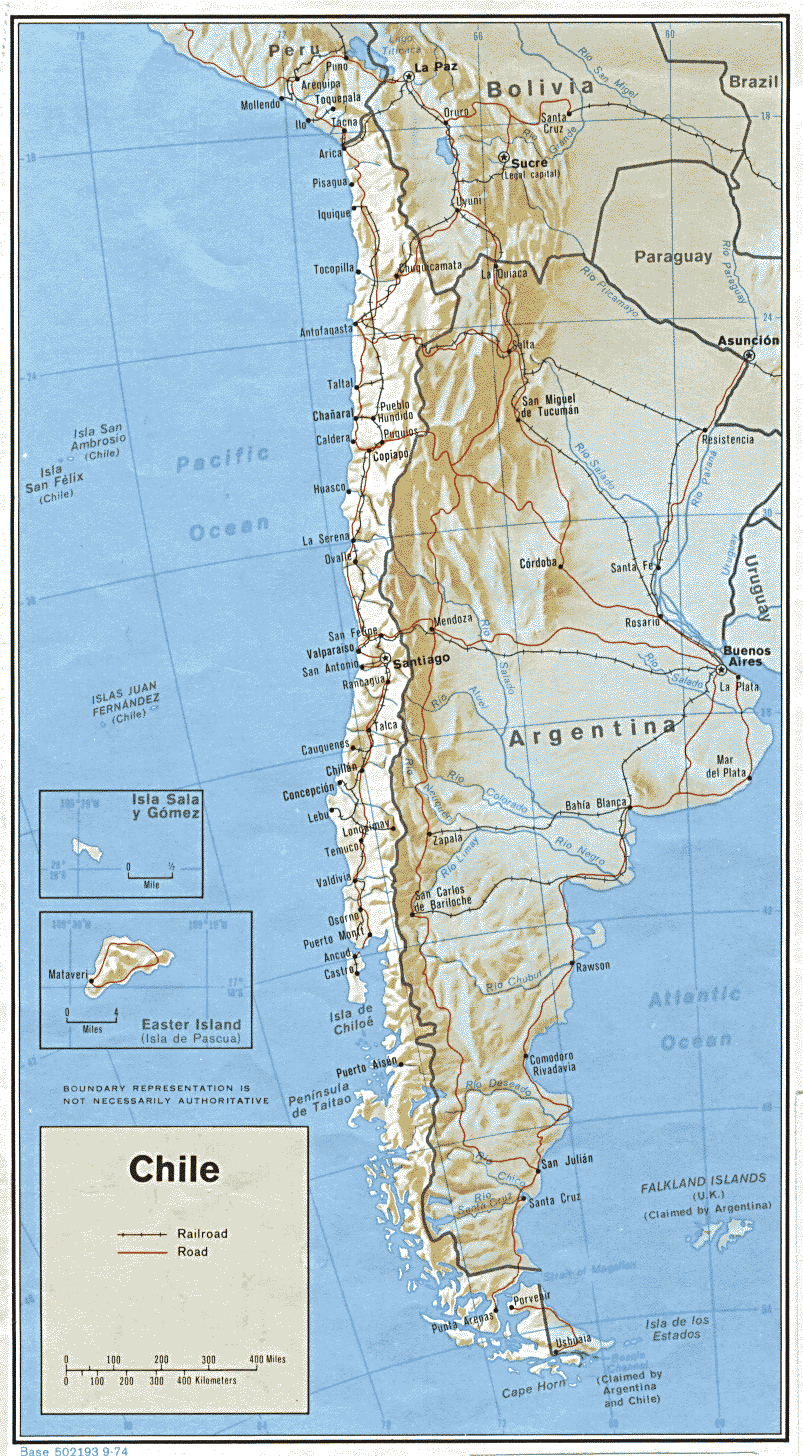
Mappa del Cile

Il Cile, stato che si definisce "tricontinentale" comprende territori appartenenti al continente americano, all'Oceania e territori antartici.
La parte continentale del Cile occupa la parte sud-occidentale del Sudamerica dove si estende da nord a sud per circa 4.270 km dal limite settentrionale posto a 17° 30' S fino alle Isole Diego Ramírez situate alla latitudine di 56° 30 S. La larghezza massima del suo territorio è pari a 445 km in corrispondenza dei 52° 21' S (Stretto di Magellano), quella minima è di 90 km nella regione di Coquimbo tra Punta Amolanas e il Paso de la Casa de Piedra a 31° 37' S.
Fanno parte del territorio nazionale l'arcipelago di Juan Fernández, le isole San Félix e San Ambrosio, l'isola Sala y Gómez nonché l'isola di Pasqua.
Il Cile inoltre rivendica la sovranità su una porzione dell'Antartide pari ad una superficie di 1.250.257,6 km² e chiamata Territorio Chileno Antártico compresa fra le latitudini 90° e 53° ovest fino al limite meridionale del Polo Sud.

## Dati generali

### Confini
Il Cile confina a nord con il Perù (171 km), a nord-est con la Bolivia (860 km) e a est con l'Argentina (5.308 km), a ovest si affaccia sull'Oceano Pacifico per uno sviluppo costiero complessivo pari a 6.435 km

### Superficie
La superficie complessiva del paese è pari a 756.950 km² (il cosiddetto Cile continentale ha una superficie di 756.786,4 ai quali si aggiungono i 163,6 km² delle isole di Pasqua e Sala y Gomez)
Della superficie complessiva 8.150 km² sono acque interne.
Il Cile antartico ha una superficie di circa 1.250.000 km².

## Morfologia
A causa della sua estensione il Cile continentale, da un punto di vista geografico, viene solitamente suddiviso in cinque regioni geografiche:
- l'estremo settentrione, chiamato Norte Grande
- il centro-settentrione, chiamato Norte Chico
- la zona centrale, chiamata Zona central
- l'area meridionale, chiamata Zona sur
- l'estremo meridione, chiamato Zona austral

### IlNorte Grande
Fonte: Library of Congress - Country Studies - Chile
L'estremo settentrione del paese, chiamato in spagnolo Norte Grande si estende dal confine con il Perù fino ai 27° di latitudine, all'altezza circa del corso del fiume Copiapó. Questa parte del paese è caratterizzata dall'estrema aridità, qui si trova il deserto di Atacama, una delle zone più aride del pianeta, gli scenari naturali sono estremamente vari e spettacolari, ricchi di colline e rilievi dai colori vari e cangianti a causa della loro diversa composizione minerale. 

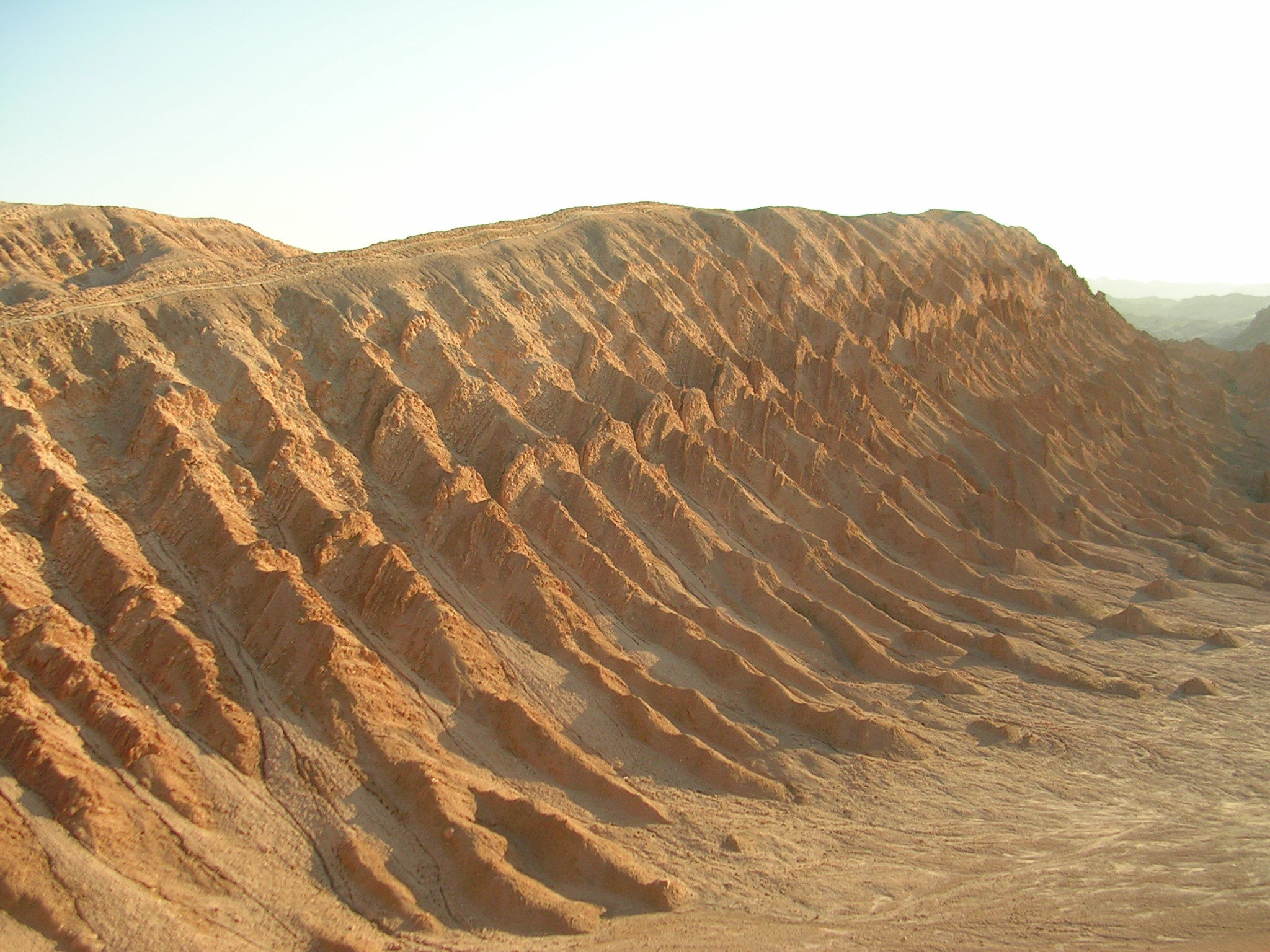
La Valle de la Luna

L'estremo settentrionale si eleva a picco dalla costa raggiungendo altitudini oltre i 1000 m s.l.n., parallela alla costa e alle Ande si eleva la cordigliera Domeyko. La topografia varia della costa genera delle aree con microclimi particolari, i rilievi intrappolano le nebbie che si sollevano dalle acque fredde dell'oceano e l'umidità si condensa sulle foglie della vegetazione. Oltre i rilievi costieri si trova un vasto altopiano con colline ondulate che comprende le aride aree desertiche limitate ad est dalla cordigliera delle Ande. Al limitare dei deserti vi sono talvolta falde acquifere sotterranee che hanno permesso la crescita di foreste composte da prosopis tamarugo, una pianta spinosa tipica dell'area che raggiunge i 25 m di altezza. Gran parte delle foreste sono state abbattute per ricavare combustibile per le numerose fonderie costruite fin dall'epoca coloniale per sfruttare gli abbondanti giacimenti di rame, argento e nitrato trovati in quest'area, l'abbattimento delle foreste ha reso la zona ancora più arida.

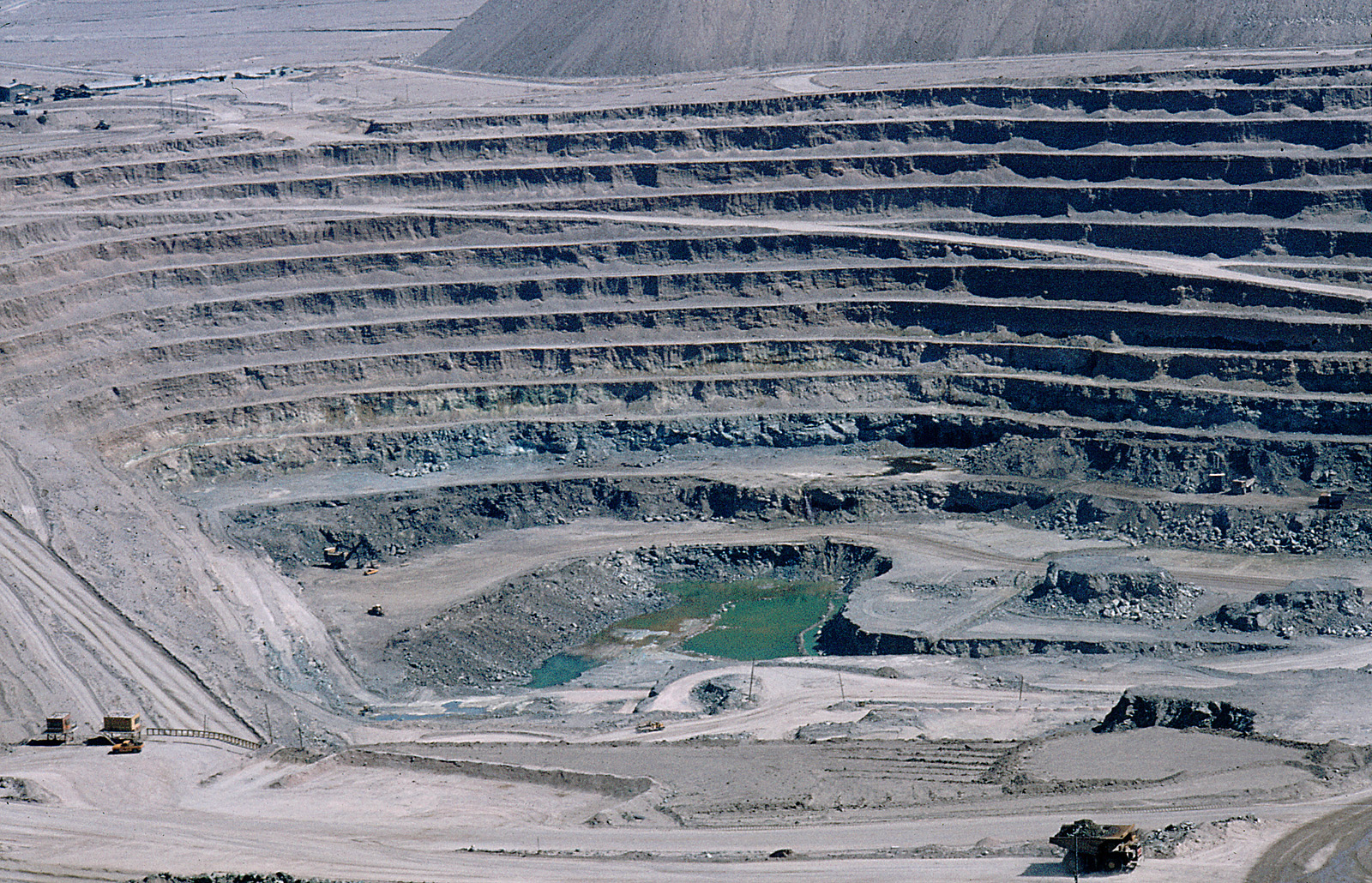
La miniera di Chuquicamata

Le abbondanti precipitazioni dei mesi estivi provocano la formazioni di laghi salmastri che ospitano numerose specie di uccelli, compreso il fenicottero cileno. I corsi d'acqua sono per lo più brevi, nel loro corso discendente dalle Ande formano talvolta delle oasi, sprofondano in banchi di sabbia o acquitrini, spesso hanno un regime endoreico. Alcuni fiumi raggiungono l'Oceano Pacifico, fra questi il fiume Loa che presenta un caratteristico percorso a U ed è il principale fiume del paese. I fiumi formano strette vallate nelle quali abbonda la vegetazione creando un forte contrasto con le aride colline circostanti. Le strade, solitamente, sono costruite nelle parti più aride per permettere un maggior sfruttamento agricolo delle aree irrigate. La ricchezza principale della regione tuttavia sono le risorse minerarie. In questa parte del paese si trova la miniera di Chuquicamata, la più grande miniera di rame a cielo aperto del mondo. A partire dagli anni settanta si è avuto, nei porti principali della regione come quello di Iquique e Antofagasta, uno sviluppo dell'industria legata alla pesca.
Il Norte Grande è delimitato a est da una porzione della cordigliera delle Ande geologicamente relativamente recente che presenta diversi stratovulcani e che si eleva dal confine settentrionale fino a raggiungere i 6.880 m s.l.m. con il vulcano Ojos del Salado situato appena a sud del 27º parallelo all'altezza della città di Copiapó (e quindi compreso nella regione del Norte Chico).
Le temperature medie nell'area costiera, dove vive la maggioranza della popolazione di questa regione, sono tra i 20,5 °C nei mesi estivi e 14 °C in inverno.

### IlNorte Chico

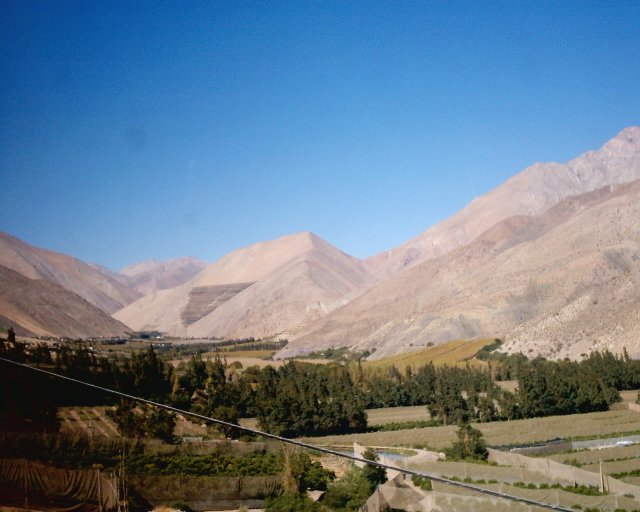
La valle del fiume Elqui

L'area chiamata Norte Chico si estende dal fiume Copiapó fino ai 32° di latitudine, appena a nord di Santiago del Cile. La regione è semiarida, le precipitazioni mensili dei soli quattro mesi invernali sono di circa 25 mm e sono scarsissime nei mesi rimanenti. La temperatura media estiva a livello del mare è di 18,5 °C, quella invernale è pari a 12 °C. Le piogge invernali e lo scioglimento delle nevi andine danno origine a fiumi con portata molto variabile durante l'anno, le profonde vallate trasversali scavate dai loro corsi offrono spazi per l'allevamento del bestiame e per le coltivazioni di frutta, attività in grande sviluppo a partire dalla metà degli anni Settanta. Questa è inoltre l'area di produzione della quasi totalità del pisco cileno.

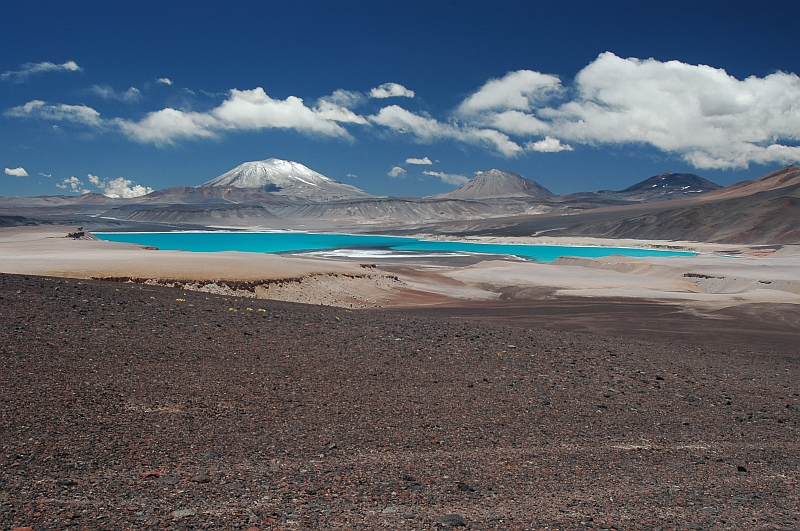
Il Nevado de Incahuasi (sullo sfondo)

Così come nel Norte Grande anche le aree costiere di questa regione hanno un microclima particolare, anche qui l'umidità proveniente dall'oceano viene intrappolata nelle scarpate della costa originando tratti di foresta pluviale. Le vallate trasversali permettono all'umidità della costa di penetrare nell'interno mitigando il clima arido della regione. I rilievi dell'interno sono ricoperti di arbusti e cactus.
Il territorio della regione è prevalentemente montuoso e solcato da profonde valli trasversali che si estendono dalle Ande all'oceano, alcune aree della regione hanno un clima molto secco, l'assenza di umidità e di nuvole rende queste zone ideali per la costruzione di osservatori astronomici, in questa regione si trovano il Cerro Tololo Inter-American Observatory e l'osservatorio di La Silla.
Nelle Ande del Norte Chico si trovano alcune fra le principali vette del paese, l'Ojos del Salado, il Nevado Tres Cruces e il Nevado de Incahuasi.

### Il Cile centrale
La parte centrale del Cile (chiamata Zona central) ospita la maggior parte della popolazione del paese e comprende tre delle principali aree urbane, Santiago, Valparaíso e Concepción. Si estende dal 32° S fino ai 37° S di latitudine, il territorio è caratterizzato dalla presenza di due catene montuose, la Cordillera de la Costa parallela alla costa e la cordigliera delle Ande, fra le due catene si trova un'ampia vallata chiamata Depresión Intermedia oppure Valle Longitudinal. Il clima è di tipo mediterraneo, le precipitazioni aumentano spostandosi verso sud. Nella zona di Santiago le temperature medie sono pari a 19,5 °C nei mesi estivi di gennaio e febbraio e scendono a 7,5 °C nei mesi di giugno e luglio. Le precipitazioni medie mensili sono di circa 69,7 mm nei mesi invernali mentre sono inconsistenti in estate.
Nella zona di Concepción le temperature medie estive sono lievemente inferiori (17,6 °C), sono però superiori quelle invernali (9,3 °C), le precipitazioni sono più abbondanti, in estate la media mensile è di 20 mm e in giugno e luglio raggiunge i 253 mm al mese. I numerosi corsi d'acqua aumentano notevolmente la loro portata in seguito alle piogge invernali e allo scioglimento delle nevi. Le abbondanti precipitazioni nevose sulle Ande e le temperature relativamente miti dell'inverno creano delle eccellenti condizioni per lo sci alpino.
Fra le due catene montuose si trova la cosiddetta valle centrale, una regione adatta allo sfruttamento agricolo soprattutto nella parte più settentrionale. Nelle zone a nord e a sud di Santiago viene coltivata la frutta e la vite dalla quale vengono ricavati i sempre più diffusi vini cileni. L'esportazione di frutta è drasticamente aumentata dalla seconda metà degli anni 70, quando i coltivatori cileni hanno iniziato esportare frutta nell'emisfero settentrionale, sfruttando il fatto di essere nella stagione opposta la frutta viene esportata come primizia, i trasporti di mele, pesche e uva vengono effettuati tramite navi frigorifero mentre i frutti di bosco vengono trasportati per via aerea.

### Il Cile meridionale

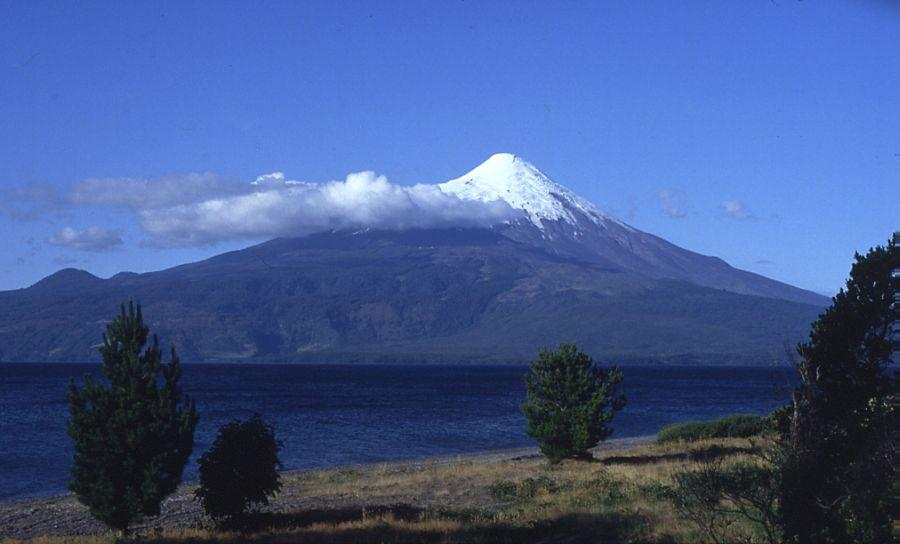
Il vulcano Osorno e le rive del lago Llanquihué

Benché vi siano diversi laghi anche nella zona costiera e nella regione andina del Cile centrale, il Cile meridionale può essere definita la zona lacustre del paese. Si estende da sotto il corso del fiume Bío-Bío a circa 37° fino a sud dell'isola di Chiloé alla latitudine di circa 43.4° S. In questa regione la vallata tra la cordigliera delle Ande e la cordigliera della costa ha un'altitudine inferiore rispetto alla Zona central, e i numerosi fiumi che discendono dai rilievi andini tendono ad avere una portata maggiore, alcuni, soprattutto il fiume Calle-Calle che scorre nei pressi della città di Valdivia sono, per brevi tratti, navigabili. L'estremo meridionale della depressione centrale finisce nell'Oceano formando il golfo di Ancud delimitato ad ovest dall'isola di Chiloé, ultima propaggine della Cordillera de la Costa.
Questa regione è una delle più piovose del pianeta, in particolare la città di Valdivia ha precipitazioni annue pari a 2.535,4 mm. I mesi estivi (gennaio e febbraio) sono i meno piovosi con una media mensile di 60/70 mm, i mesi invernali (giugno e luglio) hanno una media mensile di 410,6 mm. Le temperature sono relativamente miti, a Valdivia la media estiva e pari a 16,7° e quella invernale è di 7,9°.
I laghi della regione, dalle limpide acque blu e turchesi, si presentano davanti allo sfondo delle vette innevate delle Ande creando un contrasto estremamente piacevole, i fiumi che scendono dalle Ande scorrono sulle rocce vulcaniche e formano numerose cascate, la vegetazione, ricca di felci è lussureggiante, vi sono diverse foreste originarie e in primavera abbondano le fioriture di fiori selvatici. I pascoli nella parte settentrionale, intorno al vulcano Osorno, sono sfruttati per l'allevamento di bovini, vi si producono latte, formaggi e burro. Nella zona cresce ogni tipo di bacca, i frutti di bosco vengono esportati e nelle acque dei fiumi vengono allevati trote e salmoni. Rilevante anche lo sfruttamento del legname. Nei mesi estivi la regione è visitata da molti turisti soprattutto cileni e argentini.
Numerose specie endemiche sono state decimate o delimitate nelle poche aree di wilderness scampate all'invasione dell'uomo. È il caso dello huemul, una specie di cervo e del condor cileno, il più grande degli uccelli di questa famiglia, entrambi gli animali sono rappresentati sullo stemma del paese. Gli ultimi puma cileni, più grandi dei loro cugini californiani e decimati dagli allevatori di pecore e capre, vivono nei parchi nazionali di questa regione.

### LaZona austral

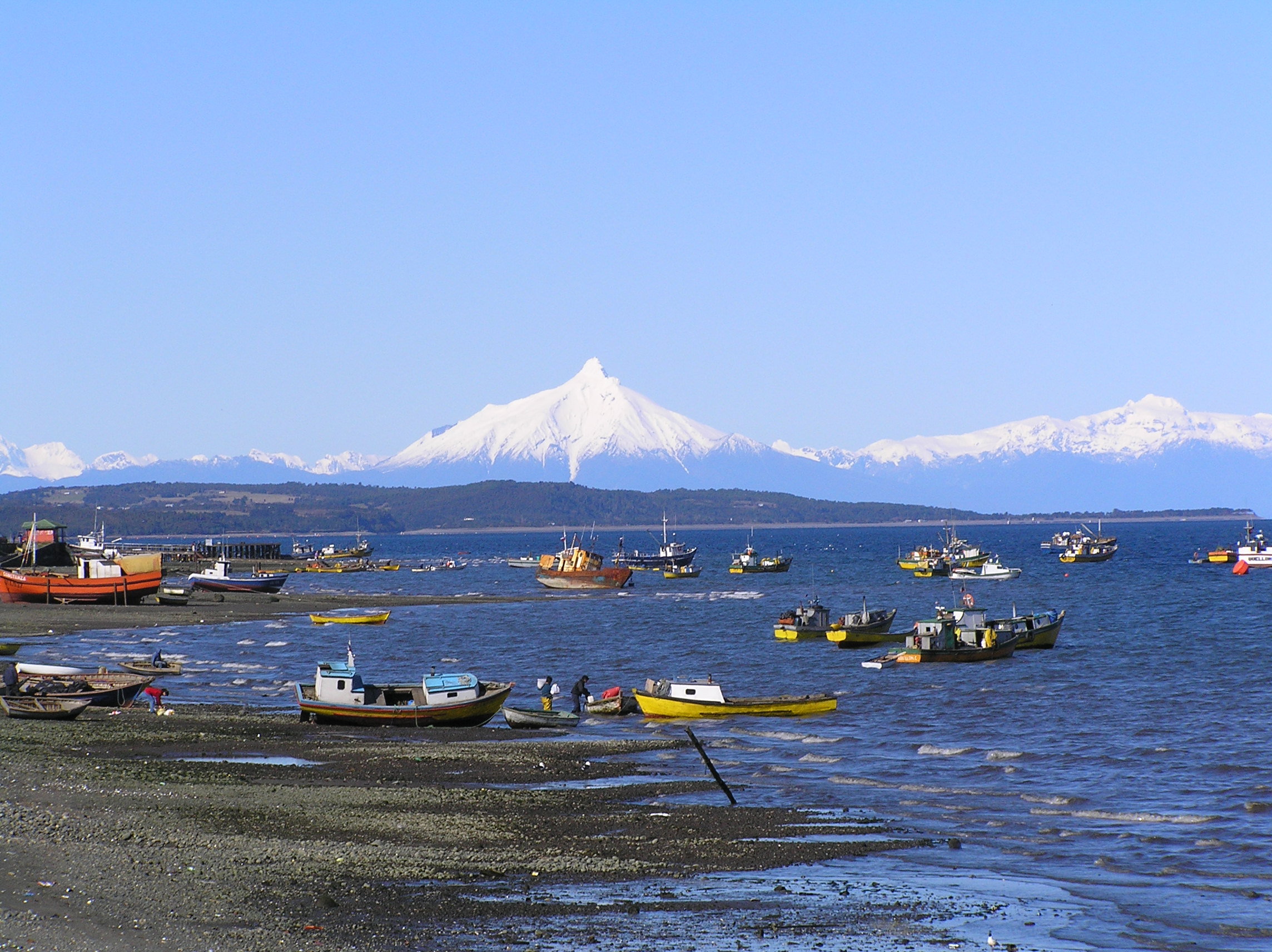
La costa e sullo sfondo il vulcano Corcovado

La Zona austral corrispondente all'estremo meridione del paese si estende dai 43°-44° di latitudine sud fino a Capo Horn. La costa è molto frastagliata con numerosissime isole e fiordi scavati fra montagne elevate che sembrano ergersi dal mare come ad esempio il Cerro Macá (2.300 m s.l.m.) nei pressi di Puerto Aisén. Nella regione vi sono migliaia di isole che formano numerosi arcipelaghi fra i quali si snodano le rotte di navigazione.
La parte settentrionale della regione presenta abbondanti precipitazioni, a Puerto Aisén, (45° 24' S) le precipitazioni annue sono pari a 2.973,3 mm distribuite in maniera equilibrata lungo tutto, nei mesi estivi le temperature medie sono di circa 13,6 °C mentre nei mesi invernali sono di 4,7 °C. Nonostante il clima dell'area sia prevalentemente freddo e umido la presenza di fiordi, montagne innevate e isole di ogni forma e foggia offre panorami spettacolari, la vegetazione è abbondante con numerose foreste.
La parte a sud della regione comprende Punta Arenas, la città più meridionale del pianeta e la più vicina, dal lato cileno, al passo di frontiera denominato Paso Integración Austral. Le precipitazioni sono inferiori rispetto alle latitudini superiori, il totale annuo è di 438.5 mm distribuiti lungo l'anno, le precipitazioni nei mesi invernali sono a carattere nevoso. Le temperature sono più rigide che nel resto del paese, in estate la media è pari a 11,1 °C per scendere a 2,5° in inverno il clima è ulteriormente irrigidito dal vento pressoché costante proveniente dall'Oceano Pacifico meridionale.
La regione australe abbonda di pascoli utilizzati per l'allevamento delle pecore, le altre attività economiche sono l'estrazione del petrolio e di gas naturale nell'area dello Stretto di Magellano che rappresenta uno dei corridoi di navigazione più importanti del pianeta in quanto permette di evitare le acque insidiose del Capo Horn. La navigazione nello stretto di Magellano richiede comunque la presenza a bordo di piloti cileni.

### Il Cile insulare
Rientrano nella sovranità cilena diverse isole che costituiscono quello che localmente viene chiamato Cile insulare in contrapposizione al Cile continentale: 
- L'isola di Pasqua, chiamata Rapa Nui, che insieme all'isola disabitata di Sala y Gómez costituisce la provincia dell'isola di Pasqua (regione di Valparaíso), le due isole sono situate nell'estremo orientale della Polinesia, entrambe sono state incorporate al territorio cileno nel 1888.
- le isole Juan Fernández
- le isole disabitate di San Ambrosio e San Felix, chiamate anche Islas Desventuradas (Isole Desventuradas).

### Montagne
| Nome                            | Altezza | Regione e note                          |
| ------------------------------- | ------- | --------------------------------------- |
| Ojos del Salado                 | 6890    | Atacama (Vulcano più elevato del mondo) |
| Nevado Tres Cruces              | 6749    | Atacama                                 |
| Llullaillaco                    | 6739    | Antofagasta                             |
| Tres Cruces Central             | 6629    | Atacama                                 |
| Incahuasi                       | 6621    | Atacama                                 |
| Tupungato                       | 6570    | Santiago                                |
| El Muerto                       | 6488    | Atacama                                 |
| Pomerape                        | 6282    | Tarapacá                                |
| Parinacota                      | 6348    | Tarapacá                                |
| Tres Quebradas                  | 6239    | Atacama                                 |
| Pular                           | 6233    | Antofagasta                             |
| Olivares                        | 6216    | Coquimbo                                |
| Solo                            | 6190    | Atacama                                 |
| Aucanquilcha                    | 6176    | Antofagasta                             |
| El Toro                         | 6168    | Atacama                                 |
| Las Tórtolas                    | 6155    | Coquimbo                                |
| Alto                            | 6148    | Regione Metropolitana di Santiago       |
| El Ermitaño                     | 6146    | Atacama                                 |
| San Pedro                       | 6145    | Antofagasta                             |
| Sierra Nevada de Lagunas Bravas | 6127    | Atacama                                 |
| Barrancas Blancas               | 6119    | Atacama                                 |
| Marmolejo                       | 6108    | Regione Metropolitana di Santiago       |
| San Pablo                       | 6092    | Antofagasta                             |
| Colorados                       | 6080    | Atacama                                 |
| Guallatiri                      | 6071    | Tarapacá                                |
| Nevado del Plomo                | 6070    | Regione Metropolitana di Santiago       |
| Vicuñas                         | 6067    | Atacama                                 |
| El Fraile                       | 6061    | Atacama                                 |
| Acotango                        | 6052    | Tarapacá                                |
| Copiapó                         | 6052    | Atacama                                 |
| Socompa                         | 6051    | Antofagasta                             |
| Acamarachi                      | 6046    | Antofagasta                             |
| Peña Blanca                     | 6030    | Atacama                                 |
| Palpana                         | 6023    | Antofagasta                             |
| Nevado Piuquenes                | 6019    | Regione Metropolitana di Santiago       |
| Nevado San Francisco            | 6016    | Atacama                                 |

### Isole
le isole cilene sono:Isola Sala Y Gòmez,Isla Santa Marìa,Isla Puluqui,Isola di santa Clara,Isla Tenglo,Isola Mocha,Doña Sebastiana,Archipelagoes of Patagonia,Arcipelago Regina Adelaide,Isla Maillén,Hoste,Alexander Selkirk,Isla Guamblín,Guapi Island,Quinchao,Mancera Island,Isla Damas,Mechuque,Isla Aucar,Lemuy,Isola Magdalena,Isla Farrel,Isla Stosch,Águila Islet,Isla Manuel Rodríguez,Isla Duque de York,Isola Chatham,Isla Piazzi,Isla Esmeralda,Isla Hanover,Isola Grande della Terra del Fuoco,Isola di Wellington,Isla Juan Guillermos,Isla Patricio Lynch,Isla Benjamín,Isola di Robinson Crusoe,Chiloé

## Idrografia
Il Cile è attraversato da diversi corsi d'acqua che, generalmente, discendono dalla Cordigliera delle Ande dirigendosi verso l'Oceano Pacifico, a causa della caratteristica conformazione del territorio la maggior parte dei corsi d'acqua sono piuttosto corti e con una portata scarsa. Da un punto di vista economico, pur essendo inadatti per la navigazione presentano un elevato potenziale di sfruttamento idroelettrico.
Nella regione del Norte Grande, ad eccezione di alcuni torrenti con regime endoreico e del fiume Loa non esistono fiumi rilevanti, il Loa è il più lungo fiume cileno (443 km) e ha il più ampio bacino idrografico del paese, circa 34.000 km². Nella zona dell'altopiano vi sono alcuni brevi corsi d'acqua che confluiscono nel lago Chungará, situato ad un'altitudine di 4.500 m s.l.m., in quest'area si incontrano anche i fiumi Lauca e Lluta, entrambi attraversano anche la Bolivia e non superano i 100 km di lunghezza.
Il numero di corsi d'acqua aumenta nel Norte Chico dove i fiumi scorrono in vallate densamente coltivate, tra di essi spicca il fiume Elqui (170 km) e l'Aconcagua (142 km), il Maipo (250 km) e il suo affluente Maule (240 km). I fiumi sono alimentati dallo scioglimento delle nevi delle Ande e dalle piogge nei mesi invernali. Nella zona non vi sono laghi di grandi dimensioni ad eccezione del bacino artificiale del lago Rapel, del lago Colbún, la Laguna del Maule e la Laguna de La Laja.
Più a sud il fiume Bío Bío nel suo corso dalle Ande all'Oceano attraversa l'omonima regione, alimentando, lungo i 380 km del suo percorso, numerose centrali idroelettriche. Altri fiumi importanti dell'area sono l'Imperial e il fiume Toltén, che nasce dal lago Villarrica. Quest'ultimo è il principale degli svariati laghi situati nella regione dell'Araucanía e nella regione di Los Lagos. Fra i laghi più importanti vi sono quelli compresi nel cosiddetto sistema de los Siete Lagos ovvero il lago Ranco, il lago Puyehue, il lago Rupanco, il lago Todos Los Santos e il lago Llanquihue, il secondo lago più grande del paese.
Nell'estremo meridione del Cile i corsi d'acqua sono brevi ma con una portata maggiore che nel resto del paese, tra di essi vi sono il fiume Futaleufú, il Palena, il Baker e il Pascua. Quasi tutti i laghi, ad eccezione del lago Presidente Ríos nella penisola di Taitao e della Laguna de San Rafael, sono situati al confine tra Cile e Argentina. Fra questi vi è il lago General Carrera, che con i suoi 970 km² compresi nel territorio cileno è il più grande lago del paese. Altri laghi rilevanti sono il lago Cochrane, il lago O'Higgins e il lago Fagnano nella Terra del Fuoco.

### Fiumi
- Cosapilla - Regione di Arica-Parinacota, Bolivia
- Lluta - Regione di Arica-Parinacota
- Lauca - Regione di Arica-Parinacota, Bolivia
- Camarones - Regione di Arica-Parinacota
- Loa - Regione di Tarapacá, Antofagasta
  - San Pedro de Inacaliri - Regione di Antofagasta
    - Silala - Regione di Antofagasta, Bolivia

  - Salado - Regione di Antofagasta
- Copiapó - Regione di Atacama
  - Jorquera - Regione di Atacama
- Huasco - Regione di Atacama
- Elqui - Regione di Coquimbo
- Limarí - Regione di Coquimbo
  - Hurtado - Regione di Coquimbo
  - Grande - Regione di Coquimbo
- Choapa - Regione di Coquimbo
  - Illapel - Regione di Coquimbo
- Petorca - Regione di Valparaíso
- La Ligua - Regione di Valparaíso
- Aconcagua - Regione di Valparaíso
- Maipo - Regione Metropolitana di Santiago, Valparaíso
  - Mapocho - Regione Metropolitana di Santiago
  - Colorado - Regione Metropolitana di Santiago
  - Yeso - Regione Metropolitana di Santiago
  - El Volcán - Regione Metropolitana di Santiago
- Rapel - Regione del Libertador General Bernardo O'Higgins, Regione Metropolitana di Santiago, Regione di Valparaíso
  - Cachapoal - Regione del Libertador General Bernardo O'Higgins
  - Tinguiririca - Regione del Libertador General Bernardo O'Higgins
- Mataquito - Regione del Maule
  - Lontué - Regione del Maule
  - Teno - Regione del Maule
- Maule - Regione del Maule
  - Loncomilla - Regione del Maule
    - Achibueno - Regione del Maule
      - Ancoa - Regione del Maule

    - Longaví - Regione del Maule
    - Perquilauquén - Regione del Maule
      - Purapel - Regione del Maule

    - Putagán - Regione del Maule

  - Melado - Regione del Maule
- Itata - Regione del Bío Bío
  - Ñuble - Regione del Bío Bío
- Bío-Bío - Regione del Bío Bío, Araucanía
  - Laja - Regione del Bío Bío
  - Vergara - Regione del Bío Bío, Araucanía
    - Malleco - Regione dell'Araucanía
- Imperial - Regione dell'Araucanía
  - Chol Chol (fiume) - Regione dell'Araucanía
  - Cautín - Regione dell'Araucanía
    - Quepe - Regione dell'Araucanía
- Toltén - Regione dell'Araucanía
  - Allipén - Regione dell'Araucanía
    - Trufultruful - Regione dell'Araucanía

  - Trancura - Regione dell'Araucanía
- Lingue - Regione di Los Ríos
- Valdivia - Regione di Los Ríos
  - Calle-Calle - Regione di Los Ríos
    - San Pedro - Regione di Los Ríos
      - Enco - Regione di Los Ríos
        - Llanquihue - Regione di Los Ríos
          - Neltume - Regione di Los Ríos
            - Liquiñe - Regione di Los Ríos

          - Fui - Regione di Los Ríos
            - Huahum - Regione di Los Ríos, Provincia di Neuquén (Argentina)
              - Chapelco - Provincia di Neuquén (Argentina)

        - Pullinque - Regione di Los Ríos

  - Cau-Cau - Regione di Los Ríos
  - Cruces - Regione di Los Ríos, Araucanía
    - Pichoy - Regione di Los Ríos

  - Cutipay - Regione di Los Ríos
  - Tornagaleones - Regione di Los Ríos
    - Angachilla - Regione di Los Ríos
    - Futa - Regione di Los Ríos
    - Nagilán - Regione di Los Ríos
- Chaihuín - Regione di Los Ríos
- Colún - Regione di Los Ríos
- Bueno - Regione di Los Ríos, Los Lagos
  - Calcurrupe - Regione di Los Ríos
    - Pillanleufú - Regione di Los Ríos

  - Pilmaiquén - Regione di Los Ríos, Los Lagos
  - Rahue - Regione di Los Lagos
    - Pichi Damas - Regione di Los Lagos
- Petrohué - Regione di Los Lagos
- Puelo - Regione di Los Lagos
- Maullín - Regione di Los Lagos
- Reñihue - Regione di Los Lagos
- Yelcho - Regione di Los Lagos
  - Futaleufú - Regione di Los Lagos
- Palena - Regione di Los Lagos, Regione di Aysén
  - Frío - Regione di Los Lagos
- Cisnes - Regione di Aysén
- Aysén - Regione di Aysén
  - Simpson - Regione di Aysén
- Baker - Regione di Aysén
  - Ibáñez - Regione di Aysén
  - Nef - Regione di Aysén
  - Cochrane - Regione di Aysén
  - Colonia - Regione di Aysén
- Pascua - Regione di Aysén
  - Mayer - Regione di Aysén, Provincia di Santa Cruz (Argentina)
- Serrano - Regione di Magellano e dell'Antartide Cilena
  - Paine - Regione di Magellano e dell'Antartide Cilena
    - Ascencio - Regione di Magellano e dell'Antartide Cilena

  - Dickson - Regione di Magellano e dell'Antartide Cilena
  - Geike - Regione di Magellano e dell'Antartide Cilena
  - Grey - Regione di Magellano e dell'Antartide Cilena
  - Pingo - Regione di Magellano e dell'Antartide Cilena
  - Tyndall - Regione di Magellano e dell'Antartide Cilena
- Chico - Regione di Magellano e dell'Antartide Cilena, Provincia di Santa Cruz (Argentina)
- Grande - Regione di Magellano e dell'Antartide Cilena, Provincia di Terra del Fuoco, Antartide e Isole dell'Atlantico del Sud (Argentina)
- Azopardo - Regione di Magellano e dell'Antartide Cilena

### Laghi
| Ordine | Nome              | Superficie                                        |
| ------ | ----------------- | ------------------------------------------------- |
| 1      | General Carrera   | 970 km² (su un totale di 1.850 km²) sono in Cile  |
| 2      | Llanquihue        | 860 km²                                           |
| 3      | O'Higgins         | 529 km² (su un totale di 1.058 km²) sono in Cile  |
| 4      | Ranco             | 442 km²                                           |
| 5      | Presidente Ríos   | 352 km²                                           |
| 6      | Greve             | 240 km²                                           |
| 7      | Rupanco           | 223 km²                                           |
| 8      | Del Toro          | 202 km²                                           |
| 9      | Todos los Santos  | 178,5 km²                                         |
| 10     | Villarrica        | 176 km²                                           |
| 11     | Cochrane          | 175,25 km² (su un totale di 271 km²) sono in Cile |
| 12     | Puyehue           | 156 km²                                           |
| 13     | Lacuna del Laja   | 128,1 km²                                         |
| 14     | Lacuna San Rafael | 123 km²                                           |
| 15     | Calafquén         | 120,6 km²                                         |
| 16     | Panguipulli       | 116 km²                                           |
| 17     | Yelcho            | 110 km²                                           |
| 18     | Rapel             | 80 km²                                            |

### Ghiacciai
Nelle Ande cilene ci sono molti ghiacciai, soprattutto nella parte meridionale, più fredda e piovosa del centro o del nord. Il ghiacciaio più grande è il Ghiacciaio Pio XI, che fa parte del Campo de Hielo Patagònico Sur, un gigantesco ghiacciaio formato da tanti ghiacciai, che per il 90% si trova in territorio del Cile.

## Clima
La grande lunghezza del Cile determina notevoli differenze climatiche tra le varie regioni del nord, del centro e del sud del paese.
Le regioni del nord del Cile, quasi interamente desertiche, sono tra le più aride del mondo. Nelle regioni centrali invece le temperature sono di tipo mediterraneo, con estati fresche e inverni miti. Infine le regioni del sud sono caratterizzate dalla grande piovosità, dal freddo intenso e dai forti venti, in particolar modo nelle zone della Patagonia cilena.